# Tennispark Ariake

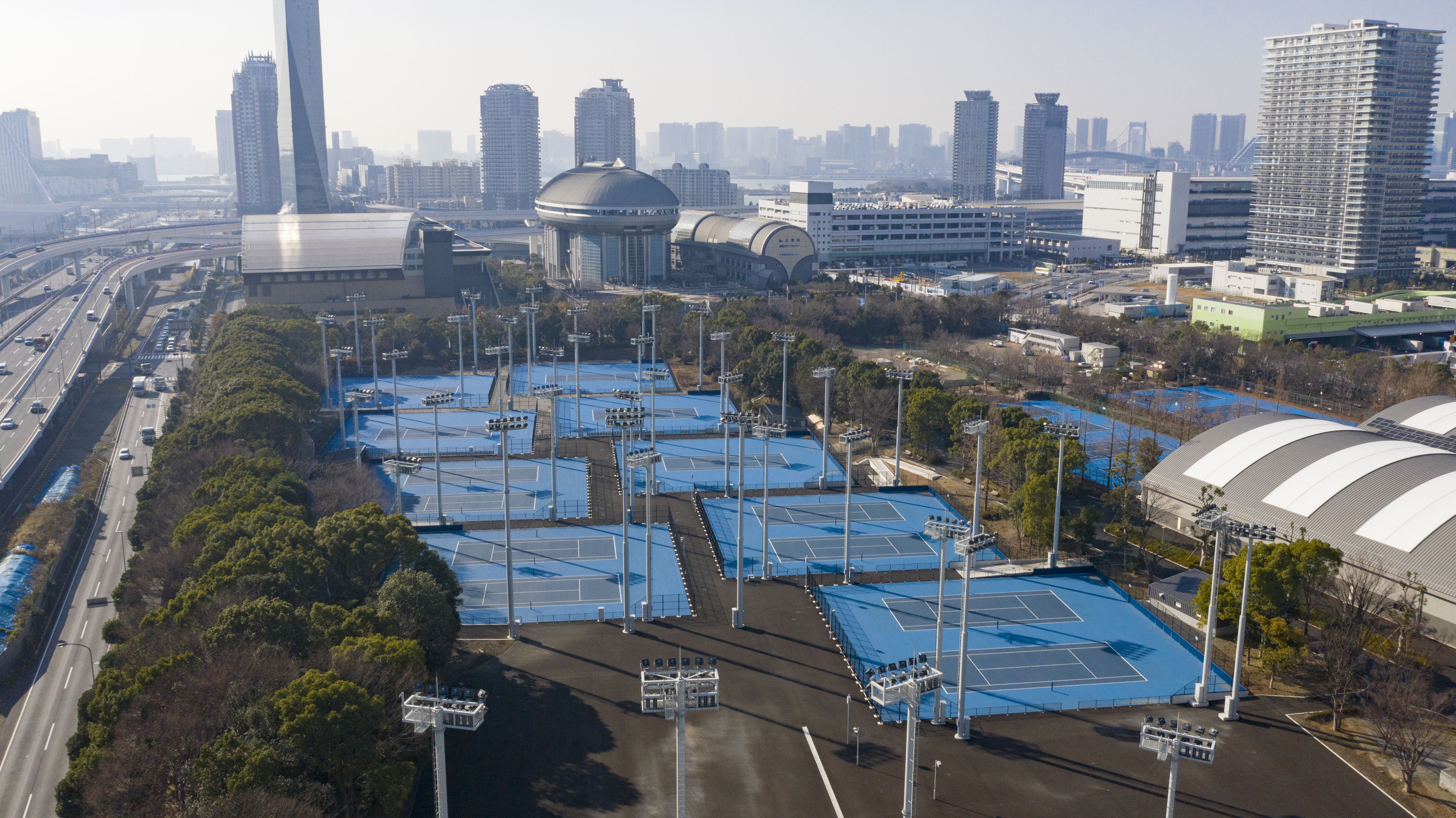
Tennispark Ariake

Tennispark Ariake, ook Ariake Tennis Forest Park (有明テニスの森公園, Ariake Tenisu no Mori Kōen) genoemd, was de tennisaccommodatie van de Olympische Zomerspelen 2020. Het tennispark is gelegen in de wijk Ariake, in de Japanse stad Koto, een van de drieëntwintig speciale wijken en gelijktijdig ook een satellietstad binnen de Prefectuur Tokio. Het sportcomplex ligt in het zuiden van de agglomeratie, aan de baai van Tokio. In het noordoosten van het park bevindt zich het Ariake Colosseum, waarvan de arena (die plaats biedt aan 10.000 toeschouwers en uitgerust is met schuifbaar dak) wordt gebruikt als center court van het tennispark.

## Geschiedenis
In 1952 werd de Shinonome Golf Course aangelegd op de locatie van het huidige tennispark. Dit golfterrein werd gesloten in 1981. De golfclub heropende in 1984 in Takanezawa, Shioya in de prefectuur Tochigi. Na het verwijderen van de golfbaan werd op de vrijgekomen ruimte tussen 1981 en 1983 een 163.069 m² groot tenniscomplex uitgebouwd dat werd ingehuldigd op 14 mei 1983. De tennisclub omvatte achtenveertig tennisbanen waarvan zestien met kunstgras en tweeëndertig hardcourtbanen, een hardloopparcours en wandelpaden.
Na de selectie van het tennispark als locatie van de Olympische Spelen 2020 drongen verbouwingen zich op, de grondige renovatie werd uitgevoerd tussen 2018 en 2020. Er werd een sporthal geplaatst die ruimte biedt aan acht binnenbanen voor training, er werden zestien trainingsbanen buiten, tien wedstrijdbanen buiten en (in aanvulling op het Colosseum) twee kleinere tennisstadions met plaats voor respectievelijk 5000 en 3000 toeschouwers gebouwd en aangelegd. In totaal zakte hierdoor het aantal banen van achtenveertig naar zesendertig. Wel waren er nu meer banen met reglementaire afmetingen voor wedstrijden, en meer stadions met ruimte voor toeschouwers.  Ook waren vanaf 2020 alle tennisvelden uitgerust met hardcourtondergrond.
Park en colosseum waren in de decennia voor en na het jaar 2000 de locatie van het Tennistoernooi van Tokio, het WTA-toernooi van Nichirei (1990–1996) en het WTA-toernooi van Toyota (1997–2002). In 2021 was het de locatie van de tenniswedstrijden op de Olympische Zomerspelen 2020. Het lag twee kilometer ten zuidoosten van het Olympisch dorp.

## Afbeeldingen

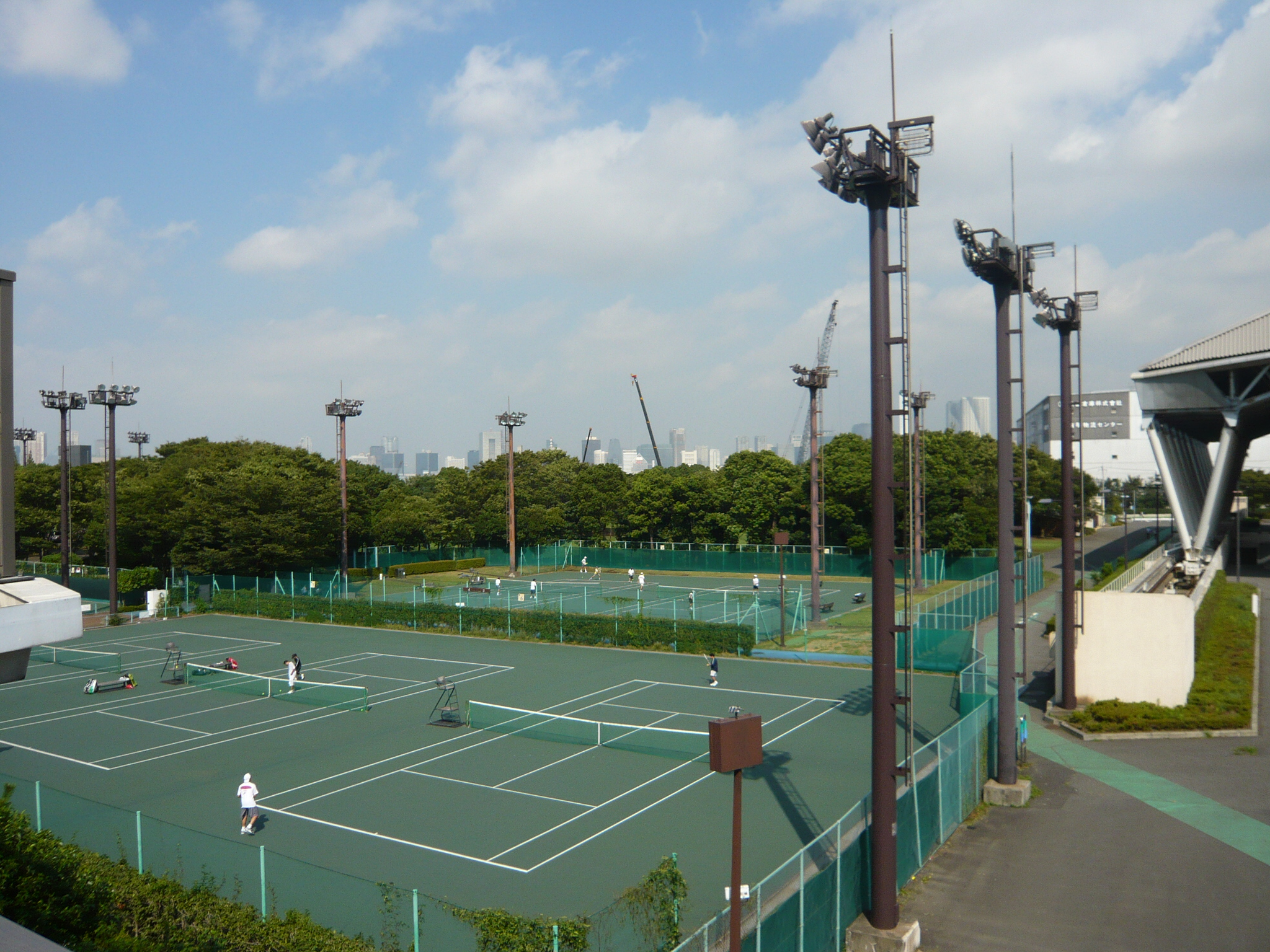
Hardcourtbanen voor renovatie in 2007
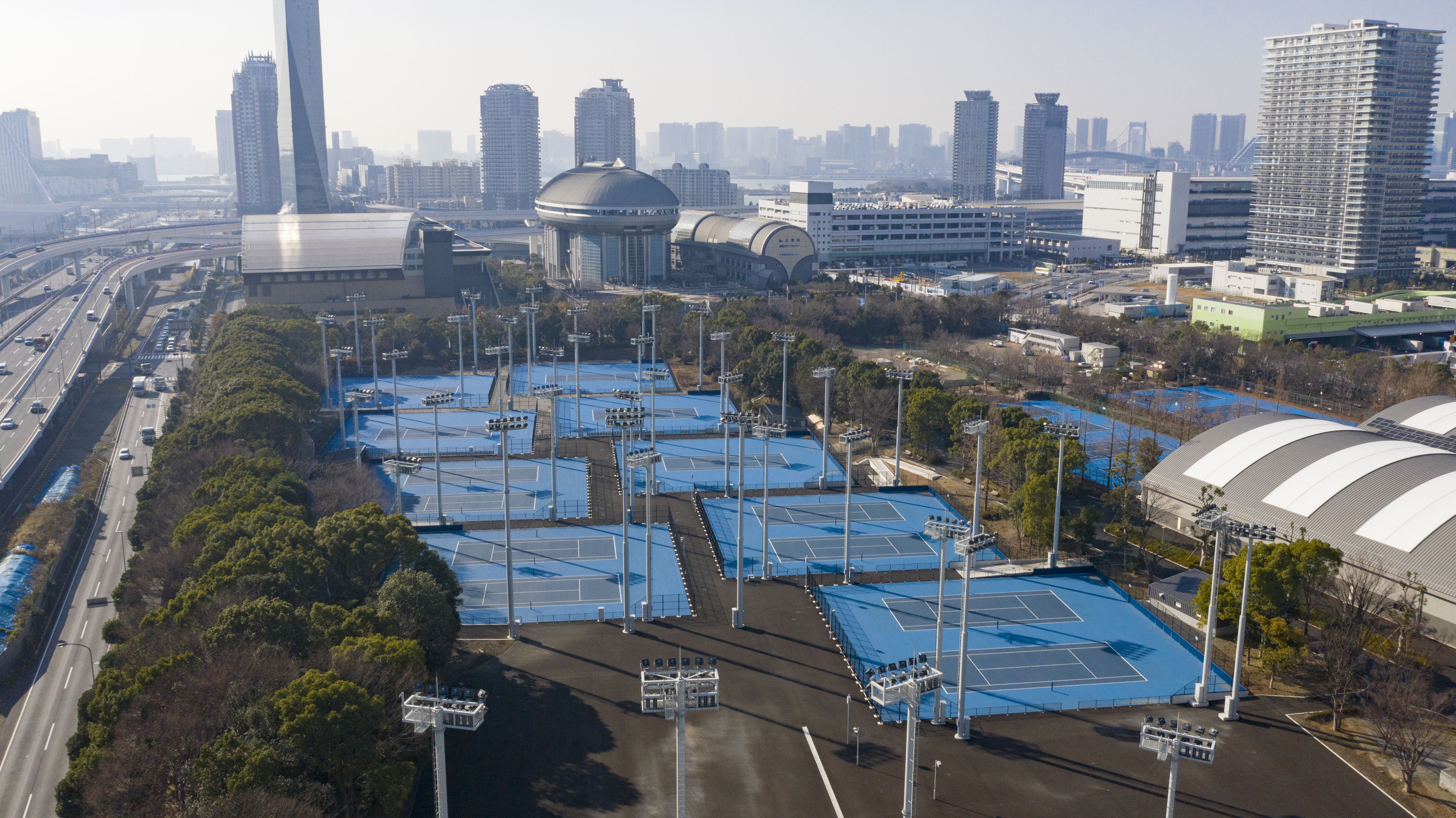
Harcourtbanen na renovatie van 2020
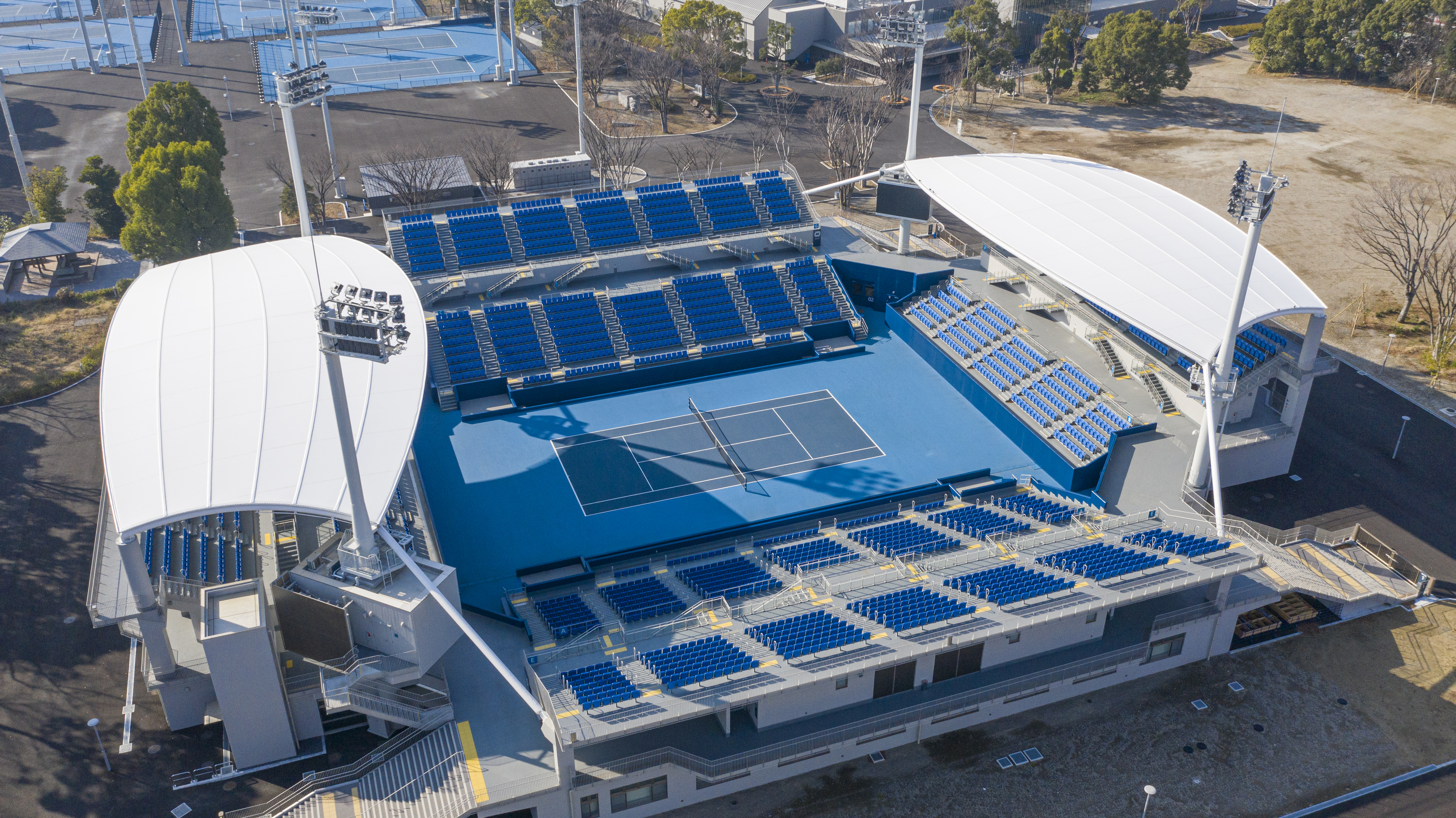
Bijkomende stadion gebouwd voor de Olympische Spelen
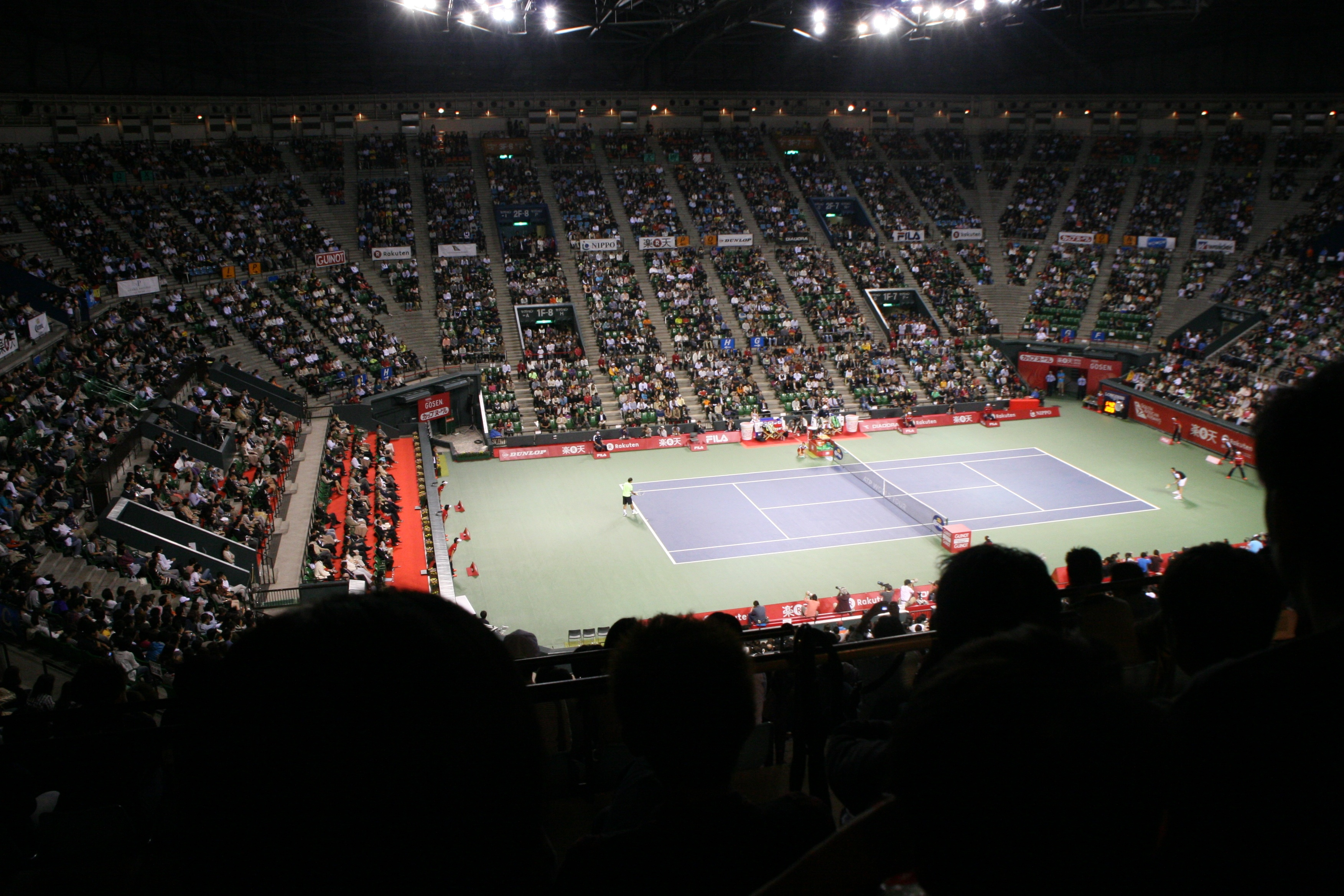
Binnenzicht in het Ariake Colosseum
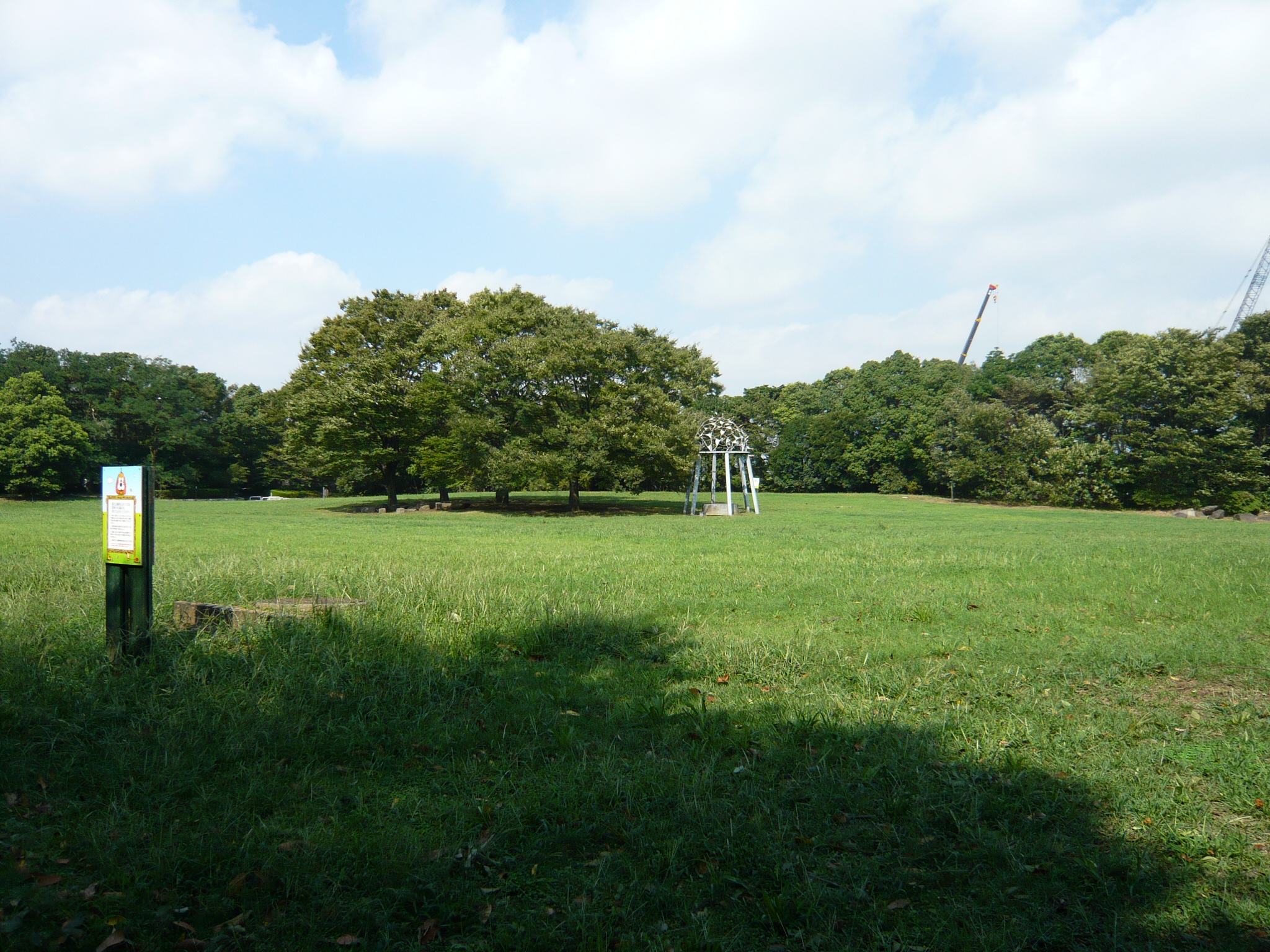
Groene zone in het park voor de verbouwingen
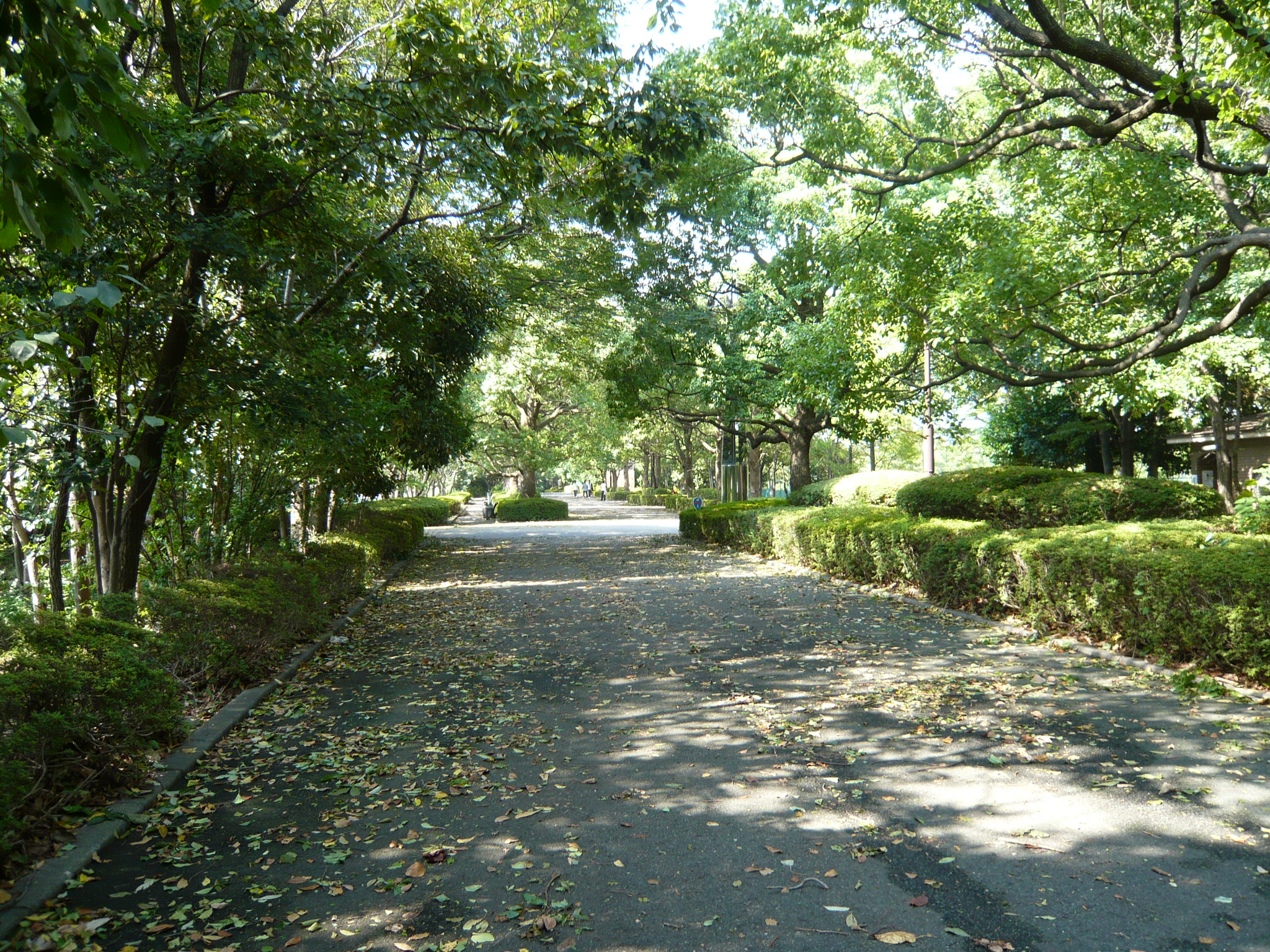
Wandelpaden in het park voor de verbouwingen
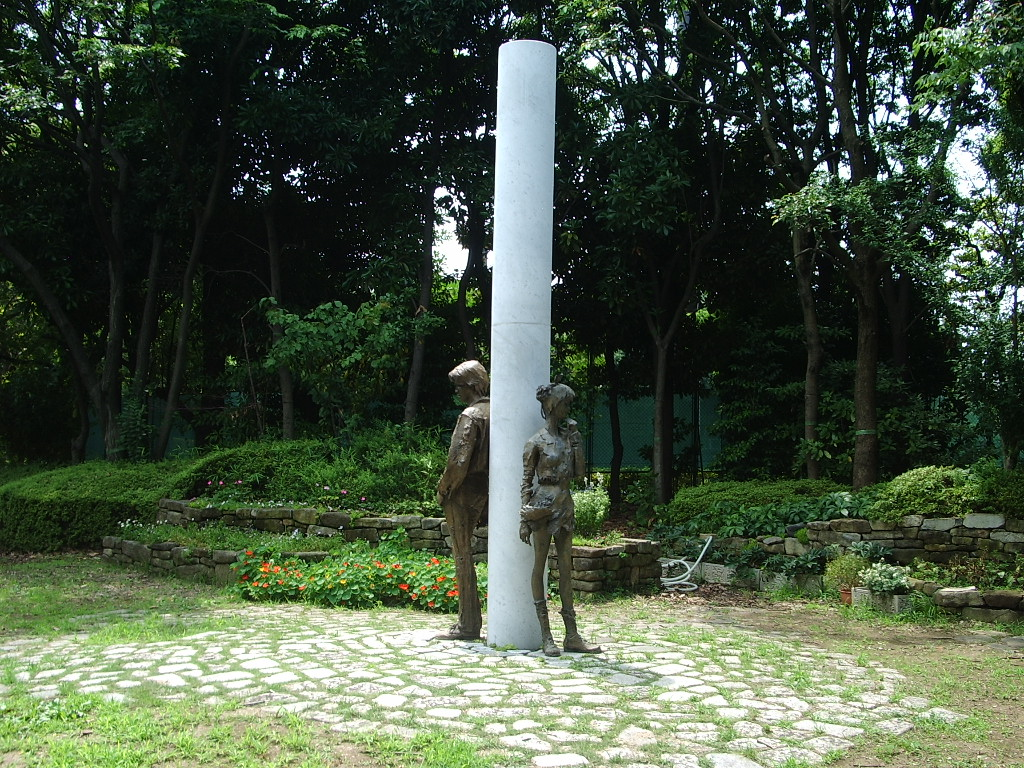
Kunst in het park voor de verbouwingen